# وانگ چون وا
وانگ چون وا (انگلیسی: Wong Choon Wah; ۳۱ مارس ۱۹۴۷ – ۳۱ ژانویهٔ ۲۰۱۴) بازیکن فوتبال اهل مالزی بود.
از باشگاه‌هایی که در آن بازی کرده‌است می‌توان به باشگاه چین جنوبی اشاره کرد.
این بازیکن به‌همراه تیم ملی فوتبال مالزی در بازی‌های المپیک تابستانی ۱۹۷۲ شرکت کرده‌است.